# Diocèse d'Ipiales
Le diocèse d'Ipiales (en latin : Dioecesis Ipialensis ; en espagnol : Diócesis de Ipiales) est un diocèse de l'Église catholique en Colombie, suffragant de l'archidiocèse de Popayán.

## Territoire

Il comprend 27 municipalités du département de Nariño : Aldana, Ancuyá, Cuaspud-Carlosama, Contadero, Córdoba, Cumbal, Cumbitara, Guachucal, Guaitarilla, Gualmatán, Iles, Imués, Ipiales (excepté le district d'El Empalme qui appartient au diocèse de Mocoa-Sibundoy), La Llanada, Linares, Los Andes Sotomayor, Mallama, Ospina, Potosí, Providencia, Puerres, Pupiales, Ricaurte, Samaniego, Santacruz, Sapuyes et Túquerres.
Il possède un territoire d'une superficie de 11 089 km2 divisé en 47 paroisses. Le siège épiscopal est dans la ville d'Ipiales où se trouve la cathédrale Saint-Pierre-Martyr. À 7 kilomètres d'Ipiales, le sanctuaire de Las Lajas est un des lieux de pèlerinage les plus importants de la Colombie.

## Historique
Le diocèse est érigé le 23 septembre 1964 par la constitution apostolique Cunctis in orbe du pape Paul VI en prenant une partie des territoires du diocèse de Pasto et des vicariats apostoliques de Tumaco et de Sibundoy.
Par la lettre apostolique Tutela caelestis du 26 avril 1965, Paul VI décrète que la Vierge Marie honorée sous le vocable de Notre-Dame de la Lajas est la patronne principale du diocèse.

## Évêques
- Miguel Ángel Arce Vivas (31 octobre 1964 - 7 avril 1965), nommé archevêque de Popayán
- Alonso Arteaga Yepes (24 juillet 1965 - 25 octobre 1985), nommé évêque d'Espinal
- Ramón Mantilla Duarte, C.Ss.R (25 octobre 1985 - 16 janvier 1987)
- Gustavo Martínez Frías (16 janvier 1987 - 18 mars 1999), nommé archevêque de Nueva Pamplona
- Arturo de Jesús Correa Toro (29 janvier 2000 - 3 février 2018)
- José Saúl Grisales Grisales, depuis le 3 février 2018